# Takuma Hisa
Takuma Hisa (久 琢磨 Hisa Takuma, c. 1895–31 de octubre 1980) fue una importante figura de las artes marciales japonesas, discípulo en Daitō-ryū aiki-jutsu del gran maestro Takeda Sokaku y del fundador del aikidō Morihei Ueshiba.

## Biografía
Hisa Takuma nació en la villa de Sakihama, en el distrito de Aki, prefectura de Kochi el 3 de noviembre de 1897. En 1916, entra en la Universidad de Kobe, para estudiar negocios y comercio. Mientras está en la Universidad participa de la instalación de un club de Sumo en donde asume como capitán. Siendo certificado como 8º Dan en Sumo en 1965. Después de graduarse entra a trabajar al Asahi Shimbun, un importante periódico por invitación de uno de sus profesores en la Universidad, Ishii Mitsujiro importante ejecutivo de la editorial Asahi.

## Aprendiendo con Ueshiba
En 1934 el ambiente político en Japón era complicado y debido a ataques a algunos empleados del Asahi Shimbun se decide darles entrenamiento en algún arte de defensa personal, Hisa en ese momento Director de Asuntos Generales de la Compañía Asahi en Osaka invita a Morihei Ueshiba profesor de Daito ryu Aiki jujutsu a enseñar en el gimnasio del periódico. Aunque las enseñanzas de Ueshiba en ese momento eran de Daito-Ryu Aiki Jujutsu Ueshiba lo había rebautizado para la ocasión llamándolo Asahi-ryu jujutsu, las imágenes de Ueshiba ejecutando técnicas de Daito-ryu quedaron registradas en un film dirigido por el propio Hisa y llamado Ueshiba no Shidofukei (Técnicas de Instrucción de Ueshiba) que todavía se conserva y muestra sorprendentemente la similitud de las técnicas en esa época con las actuales técnicas de Aikidō.

## Daito ryu Aiki Budo Densho Zen Jukikan Mokuroku
En 1936 Takeda Sokaku se presenta ante Hisa Takuma planteando que es el maestro de Ueshiba y se ofrece a darles instrucción por lo cual Ueshiba abandona Osaka, A partir de ese momento Hisa recibe instrucción personal de Sokaku y el 26 de marzo de 1939 recibe de Takeda Sokaku el Menkyo kaiden.
El método de enseñanza de Takeda Sokaku es mostrar gran cantidad de técnicas, pero ejecutándolas solo una vez y enojándose sobremanera si se le hacía cualquier pregunta referida a lo que había mostrado. Por ello Hisa ideo que luego de la clase y mientras Sokaku se bañaba, los alumnos repetían las técnicas que acababan de aprender y sacaban fotos mientras todavía recordaban bien los detalles para poder repasar luego. Al final de la instrucción Hisa había compilado un libro de fotos de todas las técnicas aprendidas de Sokaku que llamó Daito ryu Aiki Budo Densho Zen Jukikan Mokuroku (大東流合気武道伝書全十一巻, "Daito ryu Aikibudo gran catálogo de transmisión en once volúmenes") y lo dividió en tres grupos llamados Ten, Chi y Jin y de esta manera preservó el Densho del Aiki jujutsu. También realizaron trabajos sobre Kannagara no Budo, Joshi Goshinjutsu ( defensa personal femenina) y Ohgi Hiden (Secretos de amarrar). 

## El Kansai Aiki Club
Además de su trabajo en el Osaka Asahi Shimbun Co. en 1943, Hisa fue Director de relaciones públicas de la Kobe Steel creó una cooperativa pesquera en su pueblo natal y actúo como secretario general de la Sociedad Nacional de Investigación Policial. En la reunión que se realizó con motivo de su retiro Ishii Mitsujiro, le encomendó " Transmita el Daito-ryu Aiki Jujutsu a las generaciones futuras como solo Ud puede hacerlo". Funda el Kansai Aikido Club en el 10 de octubre de 1959 pero en el otoño de 1961 mientras enseñaba sufre un derrame cerebral. La prognosis sobre su recuperación era dudosa pero en una demostración de su determinación Hisa mejora notablemente y retoma la enseñanza. 

## El Takumakai
En 1968 persuadido por su familia de cuidar su salud Hisa cierra el Kansai Club y se muda a Tokio.
Pero sus alumnos forman una organización para continuar el desarrollo de lo aprendido con Hisa formando el Takumakai actualmente dirigido por Mori Hakaru.
Hisa Takuma Menkyo kaiden de Aikijujutsu Daito-Ryu fallece en Kobe el 31 de octubre de 1980 a la edad de 84 años.